# 马克·诺雷柳斯
马克·诺雷柳斯（英語：Mark Norelius，1952年6月10日—），美国男子赛艇运动员。他曾代表美国参加世界赛艇锦标赛，获得一枚金牌。他也参加了1976年夏季奥林匹克运动会。